# Dux (Antigua Roma)
Dux (en plural, duces) es un término utilizado en latín para hacer referencia a un caudillo, cuya etimología deriva del verbo ducere, cuyo significado es mandar. Posteriormente, el término derivaría en el título de duque.
Durante la República romana, dux podía hacer referencia a cualquier persona que comandase a un ejército, incluyendo a los jefes extranjeros, no siendo un rango militar formal sino representación del acto de mandar. Por ejemplo, Julio César utiliza el término en sus comentarios sobre la Guerra de las Galias para referirse a los jefes celtas y, en una ocasión, para un comandante romano que no ostentaba un rango oficial.
A partir del siglo III, la palabra dux adquiriría el significado de un rango formal dentro de la jerarquía militar o administrativa del Imperio romano.
En el ejército romano, un dux normalmente estaría al cargo de dos o más legiones y normalmente ostentaba la máxima jerarquía civil de la zona. Sin embargo, durante el Dominado los poderes del dux quedaron divididos del papel de gobernador y quedaron a cargo de un nuevo cargo con, precisamente, el nombre de dux. Seguía siendo, por tanto, el más alto nivel jerárquico del ejército y comandaba a las legiones de la región, pero el gobernador debía autorizar el uso de los poderes militares del Dux. Una vez autorizado, actuaba de manera independiente en todos los asuntos militares.
Con las reformas de Diocleciano, las provincias romanas fueron agrupadas en diócesis administradas por un vicario. Cada uno de estos era asistido por un dux, el cual era jerárquicamente superior a los duces de las provincias. El dux responsable de la diócesis estaba, a su vez, sujeto a la autoridad del magister militum de una prefectura pretoriana.
Posteriormente, en la época bizantina del imperio, el título de dux sobrevivió (Griego medieval: "δούξ", doux, en plural "δούκες", doukes) como un rango equivalente al de general (Strategos). En el periodo Comneno, el título de doux sustituyó al de strategos a la hora de designar al gobernador de un tema. En la armada bizantina, los doukes de la flota aparecen en la década de 1070, y el título de Megas doux ("gran duque") fue creado en el 1090 como máximo dirigente de la armada.